# فيكتور فيني
فيكتور فيني (بالإنجليزية: Victor Harold Finney)‏ هو سياسي بريطاني (وحمل سابقاً جنسية المملكة المتحدة لبريطانيا العظمى وأيرلندا)، ولد في 13 يوليو 1897، وتوفي في 10 أبريل 1970. حزبياً، نشط في الحزب الليبرالي. في الانتخابات العامة في المملكة المتحدة 1923 ‏، انتخب عضو برلمان المملكة المتحدة الـ33 عن دائرة هيكسهام (6 ديسمبر 1923 – 9 أكتوبر 1924).